# IHIステージアラウンド東京
IHIステージアラウンド東京（アイエイチアイステージアラウンドとうきょう）は、かつて東京都江東区豊洲にあった円形劇場である。座席数1,314席。

## 概要
本劇場はオランダ・アムステルダムにあるTheater Hangaarに次ぐ世界で2番目の360度回転する円形劇場であった。運営元はTBSテレビ。
2017年3月30日、こけら落とし公演が開幕した。ネーミングライツを取得したIHIは特別協賛だけでなく、本社を置く豊洲の文化振興と知名度を高めることを目的にしている。ネーミングライツ使用権は2020年に延長。
2023年をファイナルシーズンとし、2024年4月に公式サイトにて閉館が告知された。なお、跡地には伊藤忠都市開発とサンケイビルが「CREVIA BASE Tokyo」としてリノベーションを行った。

## 公演記録
- 2017年3月30日〜2018年5月31日 - 劇団☆新感線『髑髏城の七人』こけら落としロングラン公演
- 2018年7月23日〜12月31日 - 『メタルマクベス』[7]
- 2019年3月15日〜6月16日 - 『BOUM! BOUM! BOUM!（ブン！ブン！ブン！）香取慎吾NIPPON初個展』[8]
- 2019年8月19日〜10月27日 - ブロードウェイ・ミュージカル『ウエスト・サイド・ストーリー』「来日キャスト版」[9]
- 2019年11月6日〜2020年2月26日（当初は5月31日） - 『ウエスト・サイド・ストーリー』「日本キャスト版」[10]
  - Season1（2019年11月6日〜2020年1月13日）[11]
  - Season2（2月1日〜3月10日）
  - COVID-19感染拡大を防ぐため、Season2終盤（2月28日〜3月10日）とSeason3（4月1日〜5月31日）は全公演中止[12][13]
- （2020年7月28日～9月25日 - 『スーパー歌舞伎Ⅱ ヤマトタケル』）
  - 4月14日、全公演中止を発表[14]。
- （2020年11月3日〜12月15日 - ミュージカル『るろうに剣心　京都編』）
  - 8月28日、全公演中止を発表[15]後に2022年5月17日開幕
- 2020年11月17日〜12月16日 - 『恋ドラ落語 TBSドラマキュンキュンフェス』[16]
- 2021年1月10日～3月28日 - 舞台『刀剣乱舞 天伝 蒼空の兵 -大坂冬の陣-』[17]
- 2021年4月11日～6月27日 - 舞台『刀剣乱舞 无伝 夕紅の士 -大坂夏の陣-』[17]
- 2021年9月14日（当初は7月26日）～9月26日 - Sanrio Kawaii ミュージカル『From Hello Kitty』[18]
- 2021年10月2日 - お笑いの日2021『お笑いミクスチャーFES』
  - 当劇場からの生中継[19]
- 2021年10月29日〜2022年1月10日 - DINO-A-LIVE PREMIUM 『TIME DIVER 2021 MESOZOIC ODYSSEY 中生代への旅』[20]
- 2022年4月1日〜4月10日 - 『古川雄大 The Greatest Concert vol.1 -collection of musicals-』[21]
- 2022年5月17日〜6月24日 - ミュージカル『るろうに剣心　京都編』[22]
- 2022年7月23日〜8月28日 - 『DINO-A-LIVE PREMIUM TIME DIVER 夏休みスペシャル』[23]
- 2022年11月19日 - 『ブレイキンジャパンオープン』
- 2022年12月21日〜12月27日 - 『君の花になる"Thank You 8LOOMY" FAN MEETING』
- 2023年3月4日〜4月12日 - 『新作歌舞伎 ファイナルファンタジーX』
- 2023年4月22日〜4月23日 - 『岡宮来夢Birthday Event 2023 or くる子 ソロイベント』
- 2023年9月17日 - 『日曜劇場 VIVANTファンミーティング』
- 2023年10月23日〜11月5日 - 『BREAK FREE STARS』
- 2023年11月26日〜12月31日 - ミュージカル刀剣乱舞『千子村正 蜻蛉切 双騎出陣 〜万の華うつす鏡〜』
- 2024年1月20日〜1月21日 -  project -asA- LIVE 「answer」

## 交通アクセス
- ゆりかもめ 市場前駅より徒歩4分
- 東京BRT ミチノテラス豊洲（豊洲市場前）より徒歩1分
- 都営バス 市場前駅前バス停(市01・陽12-2・陽12-3・急行06) より徒歩2分、新豊洲駅前バス停（都05-2）より徒歩5分